# Gymnura japonica
Gymnura japonica, la raya mariposa japonesa, es una especie de raya de la familia Gymnuridae. Su distribución va desde Japón hasta Camboya.

## Biología
Habita en fondos arenosos o fangosos en aguas poco profundas. Se alimenta de animales bentónicos. Las espinas se encuentran  cubiertas de piel con glándulas venenosas. Es ovovivíparo. Utilizado como material kamaboko. Se captura a menudo mediante pesquerías de mersales de arrastre, trasmallo y red de enmalle, y ocasionalmente utilizando redes de enredo. Se utiliza por su carne, pero tiene un valor limitado debido a su tamaño típicamente pequeño.